# Terrorisme en 1991

## Événements

### Février
- 16 février, Colombie : deux attentats à Medellin causent la mort de personnes[réf. obsolète].

### Avril
- 19 avril, Grèce : un attentat commis par des Palestiniens fait sept morts à Patras[réf. obsolète].

### Mai
- 21 mai, Inde : un attentat-suicide commis par une militante des Tigres tamouls, dans les environs de Chennai, visant Rajiv Gandhi, fait treize morts, y compris le Premier ministre indien[réf. souhaitée].
- 29 mai, Espagne : un attentat d'ETA contre une caserne de Vich tue neuf personnes[réf. obsolète].